# Castigo físico escolar nos Estados Unidos

Castigo corporal escolar ainda existe hoje em algumas escolas nos Estados Unidos.  O castigo corporal, também conhecido como castigo físico ou disciplina física, é definido como o uso de força física para causar dor ou desconforto corporal deliberado em resposta a um comportamento indesejado por parte do aluno.

## Aplicação da punição
Nas escolas dos Estados Unidos, o castigo corporal assume a forma de um professor ou diretor de escola batendo as nádegas de um aluno com uma raquete de madeira, praticando uma prática popularmente conhecida como "spanking".

## Legalidade da referida prática

Legalidade do castigo corporal nas escolas públicas dos Estados Unidos em abril de 2023.
O castigo corporal é proibido nas escolas públicas.
O castigo corporal é permitido nas escolas públicas.

A prática foi considerada constitucional pela Suprema Corte no caso "Ingraham v. Wright" de 1977, já que o Tribunal considerou que a Cláusula de Punição Cruel e Incomum da Oitava Emenda não se aplicava a punições corporais disciplinares em escolas públicas, e  limitava-se ao tratamento de prisioneiros condenados por um crime.  Desde então, vários estados dos Estados Unidos proibiram os castigos corporais nas escolas públicas.
O último estado a bani-lo foi o estado de Novo México, em 2011, e a última proibição estadual "de facto" foi na Carolina do Norte, em 2018, quando o último distrito escolar a  ainda usava punição física naquele estado proibida tal prática.  A partir de 2018, o castigo corporal continua sendo legal em escolas particulares em todos os estados dos EUA, exceto os estados de Nova Jérsia e Iowa.  O castigo físico ainda é legal nas escolas públicas de dezenove estados, é permitido em dezoito delas e é praticado em quinze.
A punição corporal na escola é ilegal no Canadá, Europa (exceto Tchéquia), Austrália, Nova Zelândia, Venezuela, Haiti e El Salvador, tornando os Estados Unidos da América um dos únicos países do mundo ocidental onde os castigos corporais ainda são permitidos na escola; a prática é atualmente proibida em 128 países do Mundo.